# 32. SS-Freiwilligen-Grenadier-Division "30. Januar"
La 32. SS-Freiwilligen-Grenadier-Division "30. Januar" fu costituita all'inizio del 1945 con truppe di riserva che si trovavano in Austria, composte da tedeschi e austriaci; si trattava uomini provenienti dalle Scuole di addestramento all'uso dei carri armati e di granatieri: fu inviata in Polonia per combattere i sovietici.

## Battaglia in Pomerania e a Stettino
Impegnata in Pomerania, fu annientata a Korlin, i pochi superstiti raggiunsero Stettino, mentre altri raggiunsero Berlino e combatterono intorno all'Alexanderplatz; altri ancora infine cercarono di rompere l'accerchiamento intorno al ponte Pichelsdorff.
Altre unità della divisione ripiegarono su Hannover sperando di raggiungere lo Schleswig-Holstein, ma vennero bloccate dagli inglesi intorno a Kiel.

## Teatri operativi
- Fronte orientale, febbraio-aprile 1945

## Comandanti
- SS-Standartenführer Johannes-Rudolf Mühlenkamp (gennaio 1945)
- SS-Standartenführer Joachim Richter (febbraio 1945)
- SS-Oberführer Adolf Ax (febbraio-marzo 1945)
- SS-Standartenführer Hans Kempin (marzo-maggio 1945)

## Ordine di battaglia
- SS-Freiwilligen-Grenadier-Regiment 86 „Schill“ (su due battaglioni)
- SS-Freiwilligen-Grenadier-Regiment 87 „Kurmark“ (su due battaglioni)
- SS-Freiwilligen-Grenadier-Regiment 88 (su tre battaglioni)
- SS-Freiwilligen-Artillerie-Regiment 32
  - SS-Panzerjäger-Abteilung 32
  - SS-Füsilier-Bataillon 32
  - SS-Flak-Abteilung 32
  - SS-Pionier-Bataillon 32
  - SS-Nachrichten-Abteilung 32
  - SS-Feldersatz-Bataillon 32